# 크림 자치 공화국
크림 자치 공화국은 2014년 러시아에 의해 일방적으로 합병된 크림반도의 대부분을 포괄하는 우크라이나의 행정 구역이다. 크림 자치 공화국은 반도의 대부분을 차지하고 있다. 세바스토폴시(우크라이나 내에서 특별지위도시)가 대부분을 차지하고 있다.
킴메르족, 스키타이족, 그리스인, 고트인, 훈족, 불가르인, 하자르인, 비잔틴 그리스인, 루스인, 킵차크인, 이탈리아인 및 킵차크 칸국 몽골인들의 지위 그리고 타타르인은 각각 이전 역사에서 크림반도를 통제했다. 13세기에는 베네치아인과 제노바인에 의해 부분적으로 통제되었고, 15세기 후반에는 베네치아인에 의해 통제되었다, 그것은 부분적으로 폴란드 종주국 아래에 있었다. 그 뒤를 이어 15세기 ~ 18세기에는 크림 칸국과 오스만 제국, 18세기 ~ 20세기에는 러시아 제국, 제2차 세계대전 중에는 독일, 그리고 러시아 소비에트 연방 사회주의 공화국, 그리고 나중에는 우크라이나 소비에트 사회주의 공화국이 이어졌다, 크림반도는 1991년 소련이 붕괴되면서 독립 중에 우크라이나의 일부가 될 때까지 20세기 내내 소련에 속해 있었다.
2014년 2월 존엄의 혁명 이후 러시아군이 영토를 장악했다. 러시아는 2014년 3월 18일에 공식적으로 합병하여 크림 공화국과 연방시인 세바스토폴을 84번째와 85번째 러시아의 연방주체로 편입했다. 러시아와 기타 17개 유엔 회원국은 크림반도을 러시아 연방의 일부로 인정하고 있다, 우크라이나는 크림반도를 영토의 필수적인 부분으로 계속 주장하고 있다, 대부분 외국 정부의 지지와 유엔 총회 결의안 68/262 결과.
크림 자치 공화국은 우크라이나 내의 자치 의회공화제다. 그리고 우크라이나의 법에 따라 크림 헌법에 의해 통치되었다. 공화국 정부의 수도이자 행정 소재지는 반도의 중앙에 위치한 심페로폴이다. 크림의 면적은 26,200 제곱킬로미터 (10,100 mi2)이며 인구는 2007년 기준 1,973,185명이다. 이 수치들은 자치공화국과 행정적으로 분리된 세바스토폴(2007년 인구: 379,200명)의 면적과 인구를 포함하지 않는다. 따라서 반도에는 2,352,385명(2007년 추정)이 있다.
2001년 인구의 12.10%를 차지했던 주로 이슬람교인 소수민족인 크림 타타르인은 크림 칸국이 탄생한 후인 중세 후반에 크림반도에서 형성되었다. 크림 타타르인은 이오시프 스탈린 정부에 의해 강제추방되었다. 소련이 멸망한 후 크림 타타르인은 이 지역으로 돌아오기 시작했다. 2001년 우크라이나 인구 조사에 따르면 크림반도 인구의 58%가 러시아인이고 24%가 우크라이나인이다. 이 지역은 우크라이나 무슬림의 비율이 가장 높다.

## 역사
소련 수립 당시에 크림반도는 러시아 소비에트 연방 사회주의 공화국에 속해 있었으며 크림 타타르족의 자치 공화국인 크림 소비에트 사회주의 자치 공화국이 설립되었다. 그러나 1944년 크림 타타르족이 강제 이주되면서 크림주로 격하되었다. 1954년 니키타 흐루쇼프의 제안으로 페레야슬라프 조약(Переяславская Рада) 300주년 기념 우호의 표시로 크림주를 우크라이나 소비에트 사회주의 공화국에 넘기게 되었다.
1991년 소비에트 연방의 해체로 우크라이나의 영토가 되었으며, 이어 자치 공화국이 되었다. 크림 자치 공화국은 1992년 2월 크림반도의 완전한 독립을 위한 개헌안을 채택했으나, 그해 6월 우크라이나 중앙 정부와의 합의를 통해 우크라이나 잔류에 합의하였다.

### 2014년 크림 위기
2014년 2월 말 키이우에서 야권이 유로마이단을 계기로 정국(政局)을 장악하고 친서방 임시 정권이 수립됨에 따라, 이에 반대하는 목소리가 컸던 크림반도에서는 민병대가 조직되었으며, 3월 1일경 무장세력이 사실상 크림반도를 장악하였다. 3월 3일 현재 러시아는 군 병력 투입을 공식 확인하지 않고 있지만, 우크라이나 과도정부는 이미 크림반도에 러시아군 15,000명이 들어온 상태라고 주장했다. 자치공화국의 지위와 관련된 주민투표가 3월 16일에 있었다.
크림 자치 공화국과 세바스토폴 시는 3월 11일 우크라이나로부터 독립 선언을 하였으며, 이로 인해 미승인 국가인 크림 공화국이 탄생하였다. 국민투표 후 러시아와 합병 조약이 체결되면서 원래의 크림 자치 공화국 지역은 러시아의 공화국인 크림 공화국이 되었다.
하지만, 우크라이나를 비롯한 절대다수 국가들은 이 합병을 불법이라고 주장하고 있다. 유엔 총회는 2014년 3월 27일 캐나다, 코스타리카, 독일, 리투아니아, 폴란드, 우크라이나의 주도로 제출된 러시아의 크림반도 합병을 승인하지 않는다는 내용을 담은 결의안(유엔 총회 결의 68/262)을 통과시켰다.
2014년 12월 30일, 우크라이나의 총리 아르세니 야체뉴크는 "크림반도의 회복은 해답이 없고, 후손에게 맡길 수밖에 없다."는 체념적인 입장을 드러냈다.

## 민족
- 1939년의 인구 조사 자료에 따르면 전체 인구 1,126,429명 중 러시아인이 51.5%, 크림 타타르족이 25,9%를 구성하고 있었다.
- 1989년의 인구 조사에 따르면 크림 타타르족은 약 38,000명 정도였다.
- 2001년의 인구 조사에 따르면 총인구는 2,024,000명이다. 민족 구성은 러시아계, 우크라이나계, 크림 타타르족 순이다.
- 러시아인 (58%)
- 우크라이나인 (24%)
- 크림 타타르족 (12%) - 약 243,400명
- 유대인
- 독일인
- 카라임족
- 아르메니아인
- 불가리아인
- 조지아인
- 고려인
- 헝가리인
- 체코인
- 슬로바키아인
- 로마인과 기타

이 지역의 러시아인과 우크라이나인들은 주로 정교회를 믿고 크림타타르족들은 이슬람교를 믿는다.

## 지리
크림 자치 공화국은 특별시인 세바스토폴을 제외한 크림반도 전체를 차지하고 있다. 북쪽으로는 우크라이나의 헤르손주와 접하고 있으며, 동쪽으로는 러시아의 크라스노다르 지방과 접하고 있다. 해안은 흑해와 아조프해로 둘러싸여 있다. 해상 국경은 루마니아, 불가리아, 터키, 조지아와 접하고 있다.

## 교통
크림 자치 공화국의 각 도시들은 주변의 마을들과 버스 노선으로 연결되어 있다. 도시 간 트롤리버스 (троллейбус)가 얄타 공항, 심페로폴, 알루시타를 지난다. 얄타, 페오도시야, 케르치, 세바스토폴, 옙파토리야 등은 해상 노선으로 연결되어 있다. 옙파토리야에는 노면전차가 다닌다. 기차는 크라스노페레콥스크 - 케르치 (페오도시야) 사이와 멜리토폴 - 세바스토폴 (옙파토리야) 사이에 운행된다.

## 같이 보기
- 크림고트인
- 크림타타르족
- 크림 전쟁
- 크림착인
- 크림 칸국